# Chã de Morte
Chã de Morte es una localidad caboverdiana del municipio de Porto Novo.

## Geografía
La localidad está situada en la isla Santo Antão.

## Organización territorial
La localidad abarca los lugares y barrios de:
- Cabeceira
- Cavouco Silva
- Chã de Alecrim
- Chã de Morte
- Chã de Seladinha
- Coice de Chã de Morte
- Ribeirãozinho